# 2003 UZ291
2003 UZ291 est un objet transneptunien faisant partie des cubewanos. 

## Caractéristiques
2003 UZ291 mesure environ 200 km de diamètre.